# 北碚中剑水蚤
北碚中剑水蚤（学名：Mesocyclops pehpeiesis）为剑水蚤科中剑水蚤属的动物，是中国的特有物种。分布于江苏、四川、云南、湖北、陕西、山西、北京、内蒙古等地，属于各种类型的水域中。